# Suanos
Os suanos (em georgiano: სვანი; romaniz.: svani; em suano: მუშჳა̈ნ, transl. mušwän) são um sub-grupo étnico de afiliação georgiana, predominantes na região de Suanécia. Sua língua nativa é a suana, que, embora aparentada da georgiana, separou-se da mesma entre três e quatro milênios no passado. Todos os suanos sabem falar georgiano, e muitos dos mais jovens também falam russo, assim como alguns podem falar línguas minoritárias vizinhas como o mingreliano ou o carachaio-bálcaro.

## História
Historicamente, os suanos são identificados com os sanos (ou "soanas") e macrones da Antiguidade, assim como com os misimianos e sanigues do Medievo. Não há estatísticas oficiais para sua população atual, visto que são atualmente contados com os georgianos em censos nacionais da Geórgia. Estimativas independentes, contudo, põem seu número em faixas tão diversas como entre 14 mil e 30 mil.

## Religião
Os suanos adotaram o cristianismo entre os séculos IV e VI, embora até hoje a Bíblia não tenha sido traduzida para seu idioma natal. A maioria dos suanos é afiliada à Igreja Ortodoxa Georgiana, mas crenças nativas sincréticas entre o cristianismo ortodoxo, o paganismo propriamente georgiano e o mazdaísmo (provavelmente por contato osseta) são bastante difusas. Nas tradições sincréticas suanas, a título de exemplo, Jesus Cristo é tratado como o senhor do mundo dos mortos, a Virgem Maria (venerada como a deusa Lamäria, em suano ლამა̈რია) como protetora das mulheres, do parto, do lar e do gado, São Jorge como protetor da humanidade e dos lobos, e Santa Bárbara como uma deidade da fertilidade. É frequente que estes santos sincretizados sejam referidos no plural, como uma legião de espíritos. O Deus cristão pode receber teônimos de origem pagã como "grande divindade" (em suano: ხოშა ღერბე̄თ, transl. Xoša ɣērbet) ou "o velhos dos [picos] pelados" (em suano: ბერ შიშჳლიშ, transl. Ber šišwliš). Ao lado destes, figura a deusa selvagem Däl (em suano: და̈ლ; em georgiano: დალი, transl. Dali), que os suanos creem favorecer os caçadores se agradada com ofertas e a observância de tabus. Däl é considerada inimiga de São Jorge: ela protege os animais, e ele, o caçador.
Algumas de suas festas sincréticas podem mesmo vir a ser praticadas dentro de igrejas, com a entrada de homens ou de mulheres sendo vedada em dias específicos. Os suanos também creem tradicionalmente que pessoas à beira da morte possuem o dom da clarividência, pelo que é comum que morram rodeados de parentes que lhes fazem perguntas.
Os suanos têm suas próprias tradições de canto litúrgico, pertencentes à família de cantos georgianos e executadas no rito bizantino. Suas características mais marcantes são a ênfase na voz intermediária da trifonia e algumas instâncias de melodias monofônicas, incluindo solos. Seus cantos podem ser divididos basicamente entre uma variedade alta e uma baixa.